# 346 до н. е.

## Події
- завершилась Третя Священна війна, укладений Філократів мир.
- тиран Сіракуз Діонісій Молодший